# Отрада-Семёновское
Семёновское-Отрада — историческая усадьба графов Орловых на берегу реки Лопасни в селе Семёновское, Ступинского района Московской области. Один из крупнейших подмосковных усадебных комплексов, сохранивший свой облик, сформированный в XVIII—XIX веках. Господский дом екатерининского времени заброшен и стоит в руинах.

## История
Основал Отраду граф В. Г. Орлов. Земли в Хатунской волости Серпуховского уезда были пожалованы А. Г. Орлову в 1773 году, часть их он передал младшему брату, который вышел в отставку в 1774 году и поселившись в Семёновском, занялся строительством усадьбы. Сооружения усадебного ансамбля, по замыслу его хозяина, должны были напоминать поместье английского лорда.
Строительство усадьбы началось в 1774 году. По словам самого Орлова, переданным Д. Н. Свербеевым, Владимир Григорьевич пригласил «лучшего в то время архитектора», имя которого осталось неизвестным. По предположению исследователей, отрадненский дом мог быть возведён по проекту К. Бланка или В. Баженова: в плане строение напоминает баженовские павильоны Михайловского замка в Петербурге. В. Глушкова в работе «Усадьбы Подмосковья» пишет, что дом был построен в 1775—1779 годах по чертежам Бланка, а работами руководили крепостные архитекторы Бабакин и Цуканов. По плану трёхэтажный дом должен был располагаться на высоком холме вместе с церковью, однако Орлов пожелал построить дом в два этажа ближе к берегу реки.
Усадьбу, расположенную у подножия холма, окружал пейзажный парк, в котором разводили соловьёв, ручных лосей, косуль и оленей (впоследствии, из-за дороговизны их содержания, олени были проданы), украшенный садовой скульптурой, гротами, беседками и павильонами. Рядом с домом среди многочисленных клумб был устроен фонтан.
В 1777 году было получено разрешение на строительство церкви Николая Чудотворца с Владимирским приделом.
В комплекс хозяйственных построек входили оранжереи, амбар из кирпича, декорированный белым камнем и кузница в псевдоготическом стиле. В начале XIX века в сосновой роще была построена усыпальница — часовня в форме ротонды, в которой были поставлены гробы умерших братьев Орловых. 
После смерти В. Орлова (1831) его дочь, Е. В. Новосильцева, построила (1832—1835) по проекту Д. Жилярди вместо обветшавшей к тому времени ротонды мавзолей и распорядилась о перестройке двух боковых приделов церкви.
В 1845 году Новосильцева продала имение своему племяннику, В. П. Давыдову, который продолжил его обустройство. В середине XIX века к барскому дому добавились террасы-ротонды. По проекту архитектора М. Быковского в 1848 году к фасаду дворца, выходящему в парк были пристроены две оранжереи. При нём изменился и отрадненский парк.

Следующий владелец, граф А. В. Орлов-Давыдов, на склоне холма перед главным домом установил бронзовый бюст Екатерины II (в настоящее время утраченный) с надписью на цоколе: «Екатерине Великой — благодетельнице рода Орловых». Во время посещения имения в июле 1869 года поэт Тютчев написал строки: 

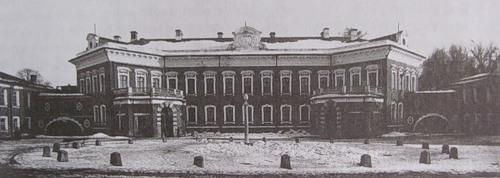
Дореволюционная фотография дворца Орловых

Здесь, где дары Судьбы освящены душой,

Оправданы Благотвореньем,

Невольно человек мирится здесь с Судьбой,

Душа сознательно дружится с Провиденьем.
Одной из интересных особенностей отрадненского дворца была галерея скульптурных портретов братьев Орловых работы Ф. Шубина, размещавшаяся в парадном зале. Это один из немногих примеров, — вместе с Дугино Паниных, Ольгово Апраксиных, Яропольцем Чернышёвых, — скульптурных галерей в русских загородных усадьбах.
Сразу после Октябрьской революции началось разграбление имения: в начале февраля 1918 года были изъяты некоторые вещи «для нужд культурно-просветительной комиссии исполкома». Однако 31 октября 1918 года Отрада была взята на государственный учёт, в ноябре описаны художественные ценности и завхозом усадьбы была назначена бывшая экономка Орловых-Давыдовых А. Д. Степанова, которая до 1926 года охраняла имущество имения. В том же 1918 году в четырёх комнатах второго этажа был создан музей, а в остальных помещениях размещён сельскохозяйственный техникум. В 1925 году, при закрытии музея, из Отрады на двадцати телегах были вывезены вещи Орловых и Орловых-Давыдовых. 
После техникума в усадьбе располагалось большое число организаций, с 1938 по 1941 год — 1-я московская школа НКВД и с тех пор она входила в состав территории, подведомственной КГБ—ФСБ России. С 1959 по 1989 располагались летние дачи детских садов и зимние пионерские лагеря ХОЗУ КГБ СССР. Также на территории орловского имения для Сталина была построена Дальняя дача.